# AAC Copagril
Der Associação Atlética Cultural Copagril, allgemein bekannt als Copagril Futsal, ist ein Sportverein aus Marechal Cândido Rondon im brasilianischen Bundesstaat Paraná.

## Geschichte
Der Klub wurde am 6. September 1974 von der Agrar-Genossenschaft Copagril gegründet. Ziel war es, den Mitgliedern Möglichkeiten für Sport, Soziales, Kultur und Freizeit anzubieten. Anfang der 2000er Jahre erfolgte der Aufbau einer professionellen Futsalmannschaft. In der der zweiten Liga der regionalen Meisterschaft von Paraná, der Campeonato Paranaense de Futsal, erreichte der Klub 2004 die Meisterschaft. Diese war verbunden mit der Qualifikation für deren oberste Spielklasse. 2009 konnte Copagril dieses erstmals gewinnen.
Für die Saison 2009 kaufte Copagril erstmals ein Franchise zur Teilnahme an der Liga Nacional de Futsal (LNF), einer nationalen Futsalmeisterschaft. In der Vorrunde der Liga Nacional de Futsal 2009 durchlief der Klub die ersten beiden Gruppenrunden erfolgreich und zog ins Viertelfinale ein. Hier war der Gegner Carlos Barbos. Diesem konnte man im ersten Spiel zuhause ein 2:2 abringen, unterlag dann aber im Rückspiel mit 1:2. In der Folgesaison war Copagril noch erfolgreicher. Man erreichte die Finalspiele im November 2010. Konkurrent um die Meisterschaft war die AD Jaraguá. Wieder erreichte der Klub im ersten Spiel zuhause ein 2:2. Das Rückspiel endete 0:2 und Copagril musste sich mit der Vizemeisterschaft begnügen. Bis einschließlich 2019 leistete sich Copagril das Franchise der LNF, dann gab man seinen Rückzug bekannt. Der Campeonato Paranaense sollte die Mannschaft erhalten bleiben. Ein Bestand der Mannschaft ist seit 2020 nicht mehr nachweisbar.

## Erfolge
- Campeonato Paranaense de Futsal: 2009, 2013, 2016
- Taça Paraná de Futsal: 2009, 2010, 2012
- Liga Nacional de Futsal – Vizemeister: 2010

## Frauen Futsal
Für Copagril tritt seit mindestens 2024 ein Team im Copa do Brasil Feminina an. In dem Jahr erreichte man das Viertelfinale.